# Avant-porte
Une avant-porte est, en fortification bastionnée, une percée effectuée à travers les ouvrages extérieurs, comme les demi-lunes, pour relier la porte principale située dans la courtine, à l’extérieur de la ligne de défense. Le passage entre les deux portes peut emprunter un pont de franchissement d'un fossé ou d'une rivière.
Les gardes de l'avant-porte sont logés dans un corps de garde situé sur le côté ou au-dessus, sinon elle est flanquée de deux piliers (pieds-droits) supportant le mécanisme d'un pont-levis. Dans de rares cas, l'avant-porte possède une porte intégralement fermée.

## Exemples
Une redoute, précède la porte royale de l'enceinte d'Entrevaux, séparée d'elle par un pont sous lequel coule le Var ;
En avant de la porte du Croux à Nevers se trouve une avant-porte éponyme ;
La porte de Valenciennes à Douai possédait une avant-porte sur sa demi-lune ;
La porte de Dunkerque et son avant-porte gardaient l'un des deux accès permettant de franchir l’enceinte fortifiée de Gravelines. Les deux pieds-droits de cette avant-porte sont surmontés d’un faîtage pyramidal orné d’une boule décorative en pierre, qui lui ont valu son surnom de porte aux boules ;
La porte de Malpas était une avant-porte de la porte Notre-Dame à Besançon.

## Galerie

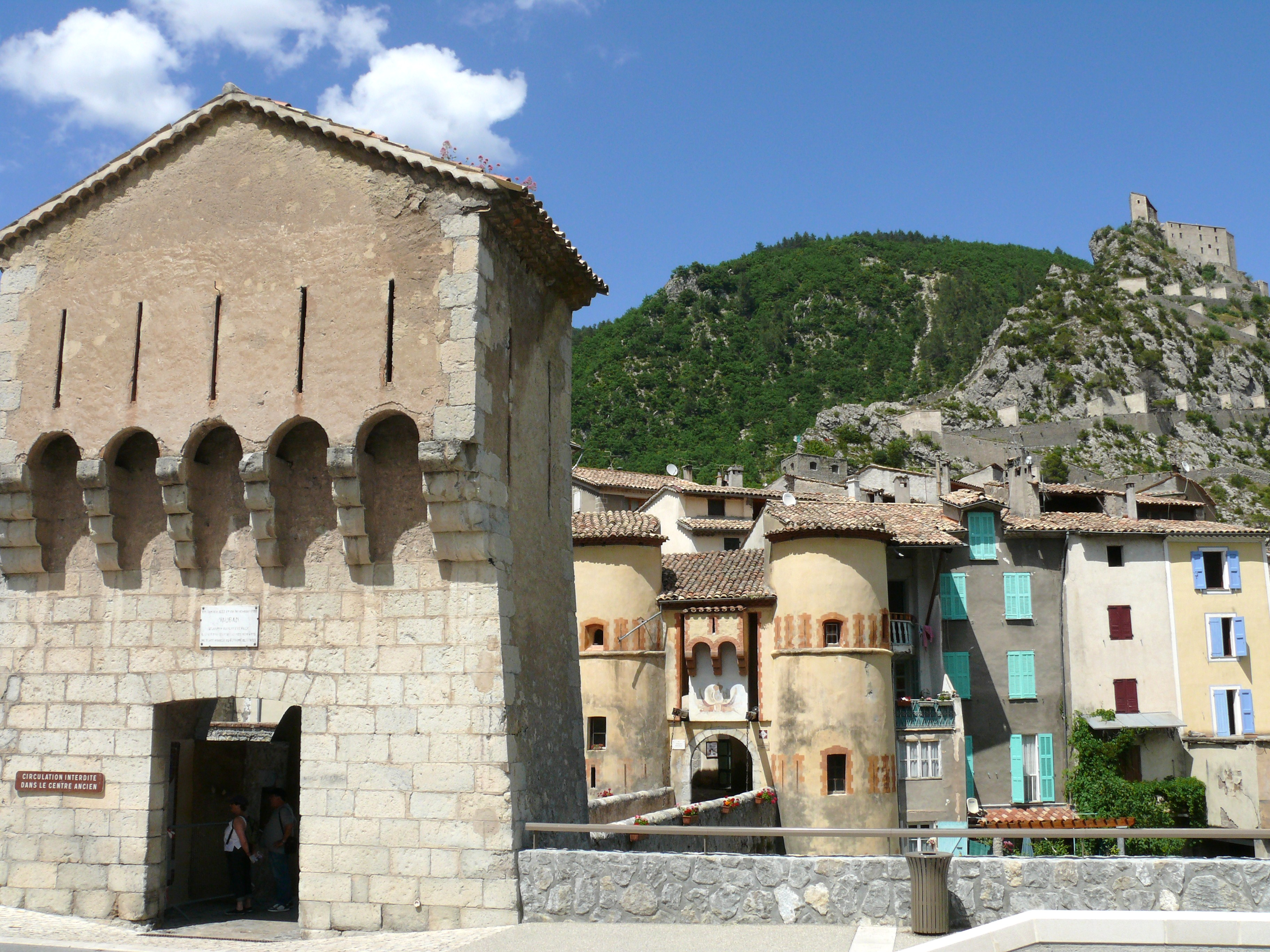
Avant-porte et porte royale à Entrevaux
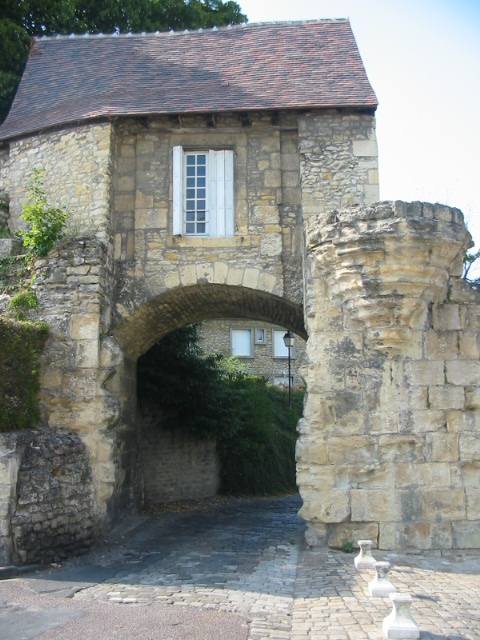
Avant-porte du Croux à Nevers
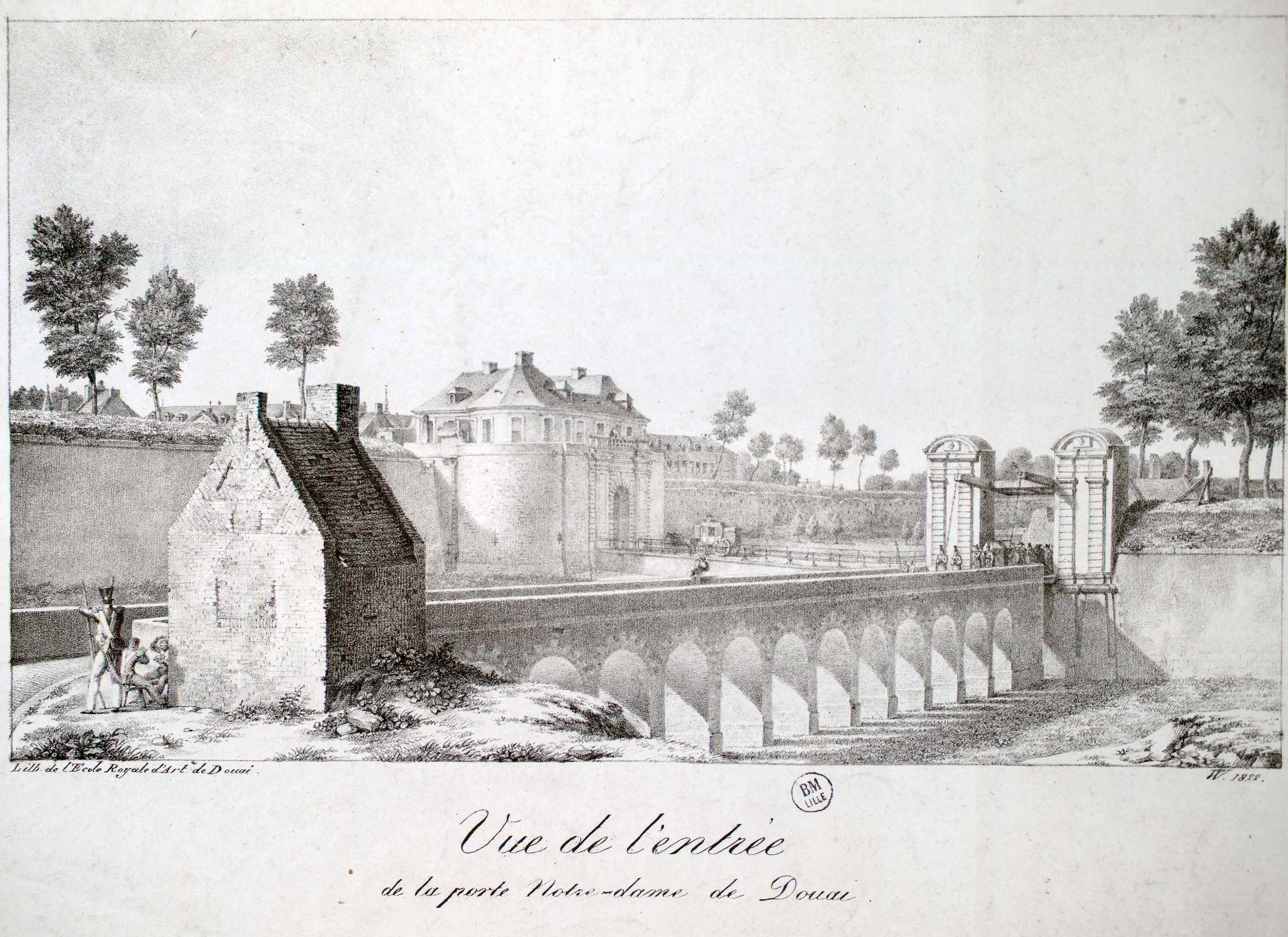
Avant-porte sur la demi-lune de Valenciennes à Douai avec en arrière-plan la porte de Valenciennes
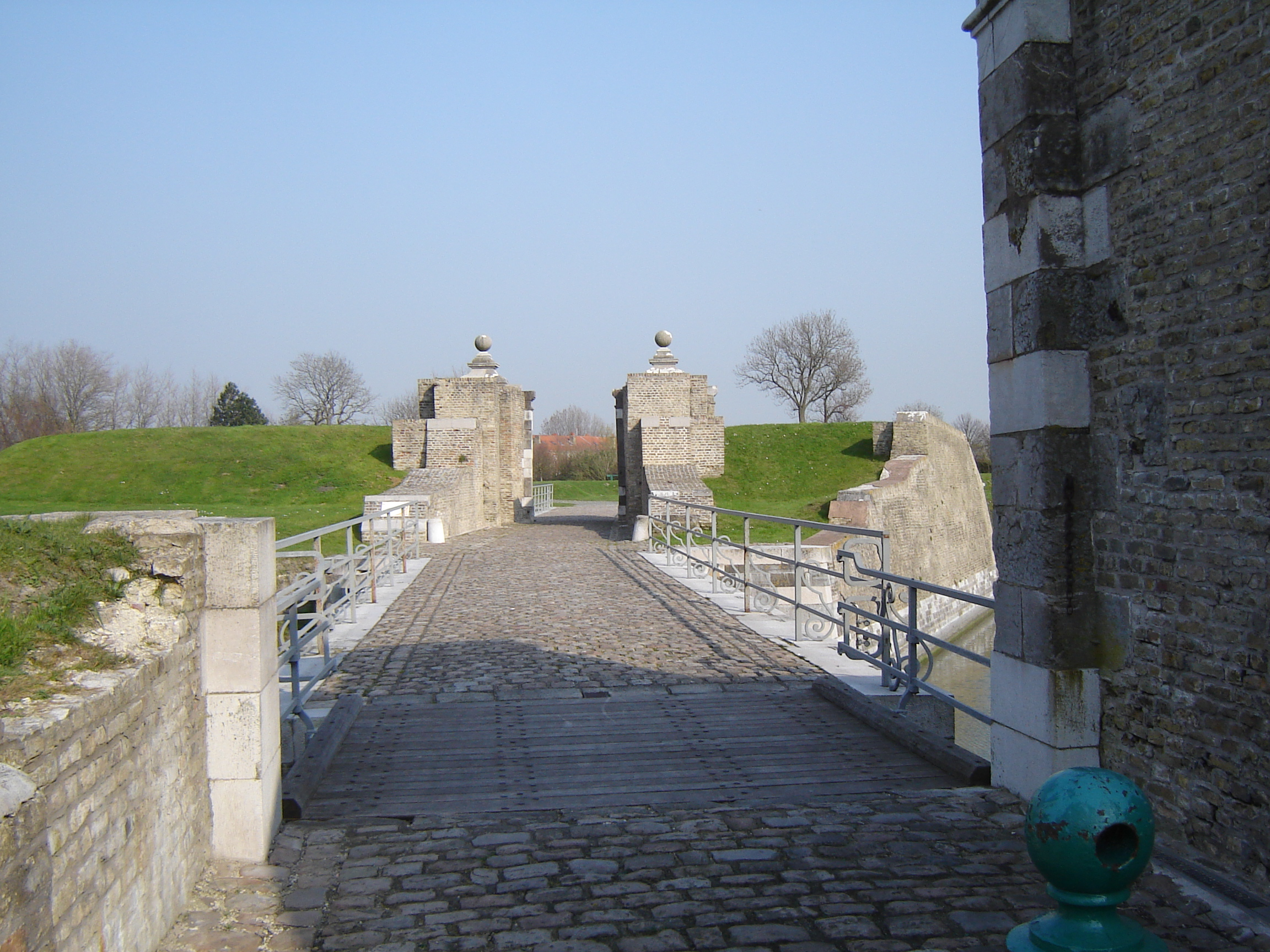
Avant-porte de Dunkerque à Gravelines
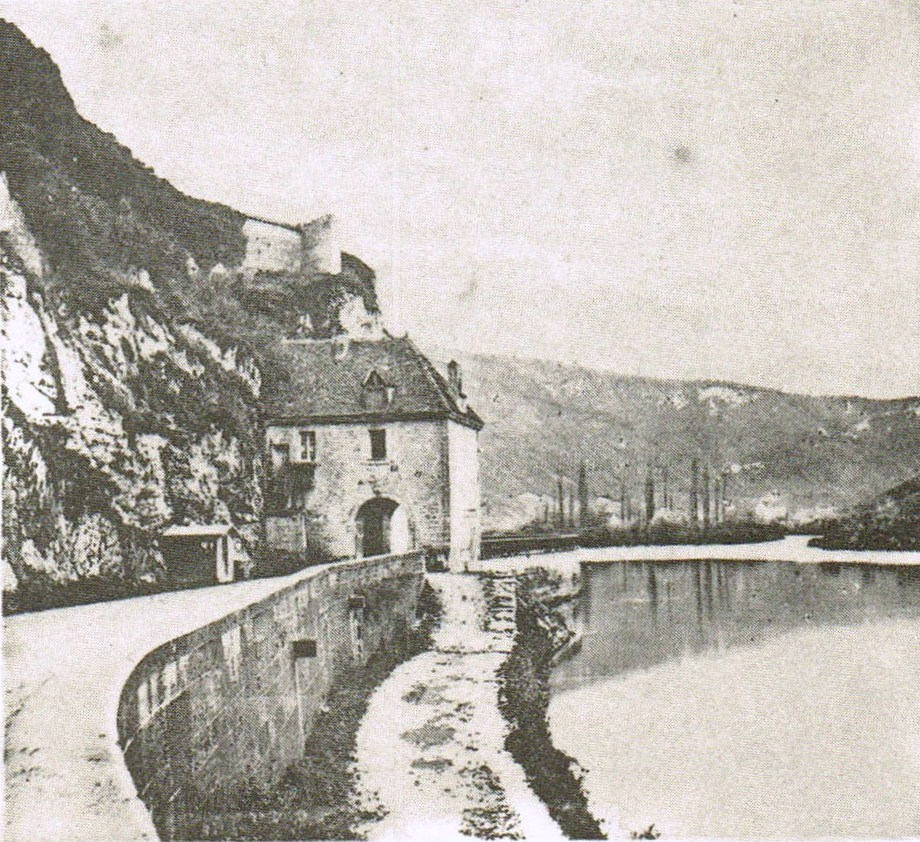
Porte de Malpas à Besançon